# Frinnaryd
Frinnaryd è un'area urbana della Svezia situata nel comune di Aneby, contea di Jönköping.
La popolazione risultante dal censimento 2010 era di 204 abitanti.